# ㅊ
Chieut (caracter: ㅊ; en hangul, 치읓; romanización revisada, chieut; McCune-Reischauer, ch'iŭt) es una consonante del alfabeto hangul coreano. El Unicode para ㅊ es U+314A. Su pronunciación IPA es [tʃʰ] pero al final de una sílaba se pronuncia [t] a menos que vaya seguida de una vocal. Por ejemplo: 김치 kimchi, es seguida por una vocal y suena [tʃʰ], pero 꽃 kkot ("flor") suena como [t].